# Isaac de Rivaz
François Isaac de Rivaz, genaamd Isaac de Rivaz, (Parijs, 19 december 1752 - Sion, 30 juli 1828) was een Zwitsers politicus en uitvinder. 
Hij is de uitvinder van de eerste waterstofverbrandingsmotor in 1806 en een primitieve automobiel aangedreven door deze verbrandingsmotor in 1807.

## De verbrandingsmotor
Rond 1775 voorziet hij de ontwikkeling van de automobiel. Van dan af aan probeert hij koortsachtig er een te bouwen. Zijn eerste voertuigen uitgerust met stoommachines hebben geen succes omwille van hun gebrek aan soepelheid. Finaal inspireert hij zich op de werking van het pistool van Volta om de eerste verbrandingsmotor te bouwen waarvoor hij een brevet bekomt op 30 januari 1807. De eerste experimenten dateren van 1804. De motor bestaat uit een verticaal geplaatste cilinder. De explosie schiet een zuiger naar omhoog binnenin de cilinder. Bij het vallen van de zuiger, trekt hij aan een touw verbonden met de voorwielen van een kar, waardoor deze in beweging wordt gezet. In 1813 bouwt de uitvinder een tweede voertuig van zes meter lang, uitgerust met wielen van twee meter diameter. Hij noemt het  «grand char mécanique» en begint testen in Vevey (Vaud). De cilinder is 1,5 meter lang en de zuiger heeft een slaglengte van 97 centimeter bij iedere explosie. Bij iedere slag van de zuiger legt de kar een afstand af van zes meter. De proeven worden uitgevoerd op een hellende weg die de kar aflegt over een afstand van 26 meter met vier personen aan boord en een last van 700 kilo. Het voertuig haalt een snelheid van 3 km/h. Tijdgenoten doen zijn voorstellen af als utopie en de "Académie des Sciences" meldt zelfs dat de verbrandingsmotor nooit zal kunnen rivaliseren met de voordelen van de stoommachine. De brandstof die hij gebruikte was waterstofgas. Benzine werd pas gebruikt voor verbrandingsmotoren vanaf 1870.  